# Minova
Minova és una població i àrea de refugiats situada al nord de la província del Kivu Sud, a l'est de la República Democràtica del Congo i a la vora del llac Kivu.
Des del 1994 ha experimentat un fort creixement, degut a l'arribada de refugiats desplaçats per la Primera i Segona guerra del Congo i després pels continus enfrontaments que pateix la regió.
Cap al 2012 el creixement de Minova havia integrat dins del seu nucli urbà la població de Butando, al nord-est.
L'ONU va advertir dels saquejos realitzats per l'exèrcit congolès durant la retirada de Goma al novembre del 2012. També va denunciar assassinats i la violació de 97 dones i 33 nenes en dos dies.